# Slam de Bellingham
Le Slam de Bellingham (en anglais : Bellingham Slam) est une franchise américaine de basket-ball. Le club, situé dans la ville de Bellingham (Washington) a appartenu à l'American Basketball Association jusqu'en 2007, date à laquelle il rejoint l'International Basketball League (2004) (en).